# Sven Gratz

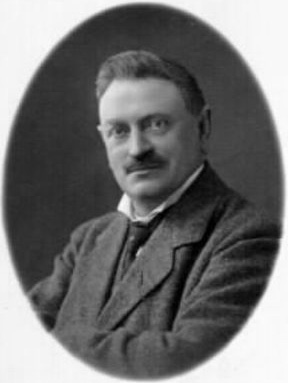
Sven Gratz 1916

Sven Gratz, född 9 november 1864 i Lomma församling, död 3 april 1931, var en svensk arkitekt. Han var stadsarkitekt i Halmstad 1891–1929. Gratz byggnader har ritats  främst med inspiration av tysk tegelarkitektur i nygotik och nyrenässans samt wiensk nyklassicism. 
Bland de byggnader Sven Gratz ritat i Halmstad märks främst Brunnsåkersskolan, dåvarande Västra folkskolan, Gamla brandstationen vid Lilla Torg, Sternerska huset, Storgatan 42, Sköldska huset, Brogatan 52, Östra station uppförd 1893, bostadshuset i nygotikstil vid Hamngatan 47, Hallandialogen, Storgatan 48, "Stenkistan", Brogatan 28 och Hantverksgatan 16.
Gratz läste vid Tekniska elementarskolan i Malmö med vidare studier på Praktisk slöjdskola i samma stad 1886–1887. Han var anställd hos O. och C.I. Nylander i Linköping 1884–1885. Åren 1887–1890 var han arkitekt med egen firma i Halmstad och 1891–1929 stadsarkitekt. Gratz ritade ett segrande förslag till torgskulptur i Halmstad, den så kallade "Norre Katts unge", vilken dock aldrig kom till utförande. 
Sven Gratz originella personlighet och vurm för friluftsliv har resulterat i många anekdoter.

## Verk i urval

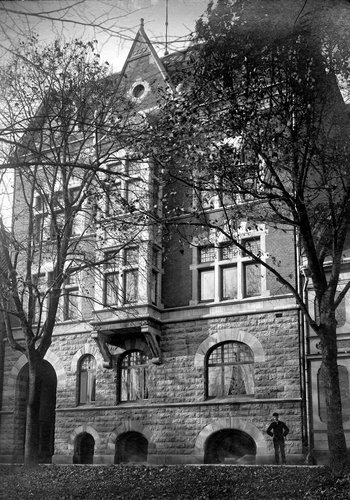
Nygotikinspirerat bostadshus från 1901 vid Hamngatan 47

- Almrydska villan, Syskonhamnsgatan 3, Halmstad (1875)
- Kv Apoteket 1 B, Linköping (1884)
- Kv Bajonetten 1, Linköping (1884)
- Kv Drotten 1, Linköping (1884)
- Griftegårdens kapell (1884, ort okänd)
- Påbyggnad av bazar, kv Domaren 11, Linköping (1885)
- Kv Dahlian 9, Linköping (1885)
- Kv Banken 3, Linköping (1885) Fasaden senare omgjord
- Renovering av Halmstads slott, Halmstad (1886)
- Kv Bajonetten 13, Linköping Kungsgatan 5 (1887–1888)
- Bissmarkska huset, Viktoriagatan–Strandgatan, Halmstad (1888)
- Östra Stationen (Bolmensstationen), Halmstad (1889)
- Syskonhamnsgatan 8, Halmstad (1889)
- Syskonhamnsgatan 10, Halmstad (1889)
- Apotek Svalan, Halmstad (1890)
- Halmstads och Tönnersjö häraders tingshus, Bredgatan, Halmstad (1890)
- Engelbrektsskolan, första delen, Halmstad (1891)
- Trönninge kyrka (1893–1894)
- Gamla gravkapellet, Västra kyrkogården, Halmstad (rivet) (1895)
- Elverket, Bastionsgatan, Halmstad (1896)
- Hantverksgatan 12, Halmstad (1897)
- Huset bredvid Norre Port, Tyghusgatan-Klostergatan, Halmstad (rivet) (1897)
- Brygg- och Mälthuset till Appeltoftska Bryggeriet, Halmstad (1898)
- Hörnhuset Kungsgatan 6 – Kaptensgatan 7, Halmstad (1898)
- Hantverksgatan 18, Halmstad (rivet) (1898)
- Sandviks kyrka (1899), bearbetad av Gustaf Petterson
- Odd Fellowhuset, Storgatan 48, Halmstad (1899)
- Sankt Olofshemmet, Halmstad (1901)
- Bostadshus Hamngatan 47, Halmstad (1901)
- Brandstationen, Lilla Torg, Halmstad (1902)
- Hörnhuset Kungsgatan 5 (Hotel Continental), Halmstad (1903)
- "Stenkistan", Brogatan 28, Halmstad (1905)
- Utbyggnad och restaurering av Societetsrestaurangen på Övre Tivoli, Halmstad (rivet) (1906)
- Köpmansgatan 17, Halmstad (rivet) (1906)
- Sternerhuset, Storgatan 42, Halmstad (1907)
- Sköldska fastigheten, Brogatan 52, Halmstad (1907)
- Apotek Vakteln, Köpmansgatan 12, Halmstad (1907)
- Västra folkskolan, Halmstad (1908)
- Norra Vägen 7, Halmstad (1908)
- Örjansskolans gamla annex, Djäknegatan, Halmstad (1925)
- Radiohuset på Radioplan, Halmstad (1926)

## Bildgalleri

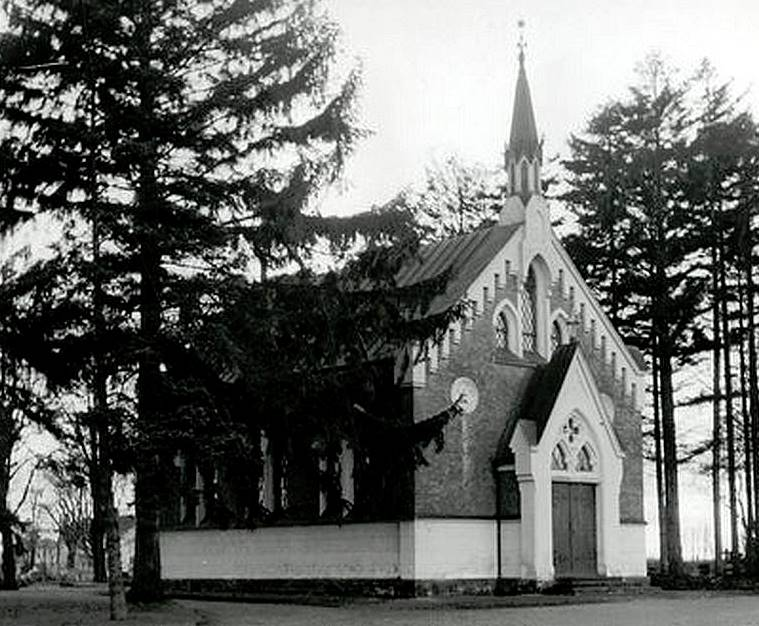
Gamla begravningskapellet i Halmstad
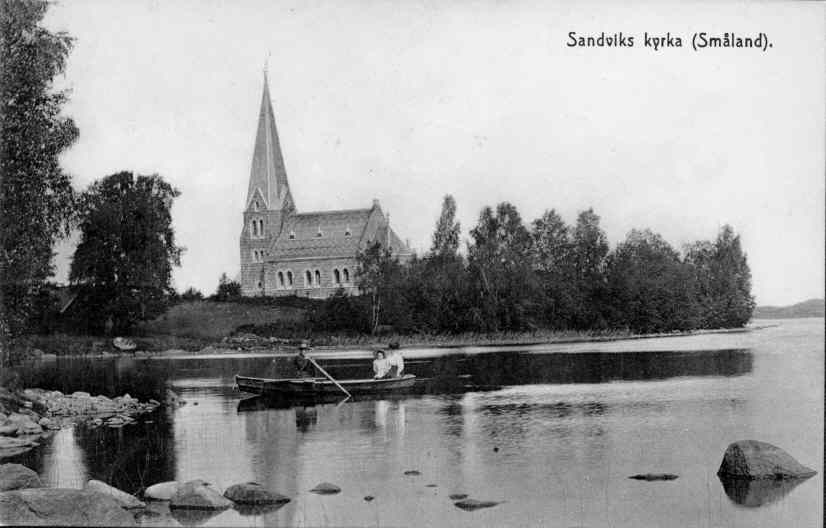
Sandviks kyrka
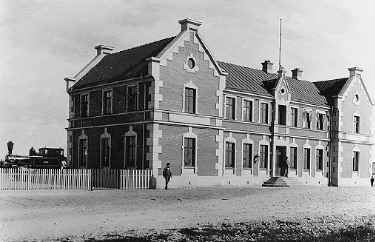
Östra station, Halmstad
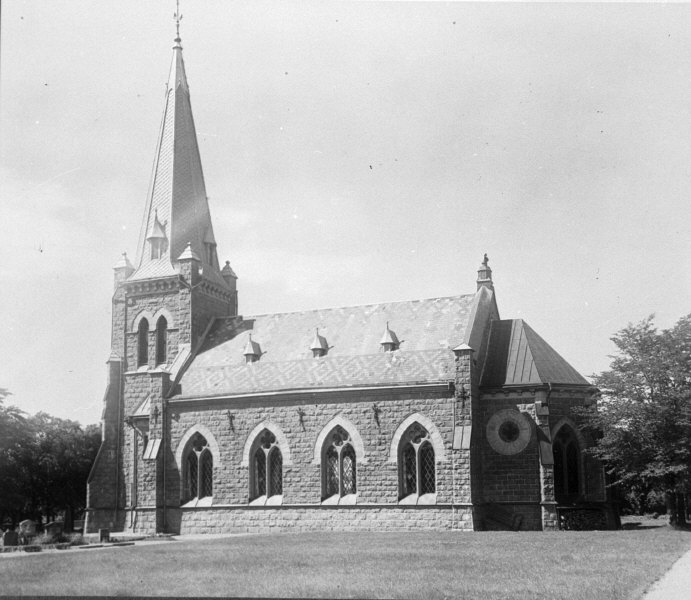
Trönninge kyrka
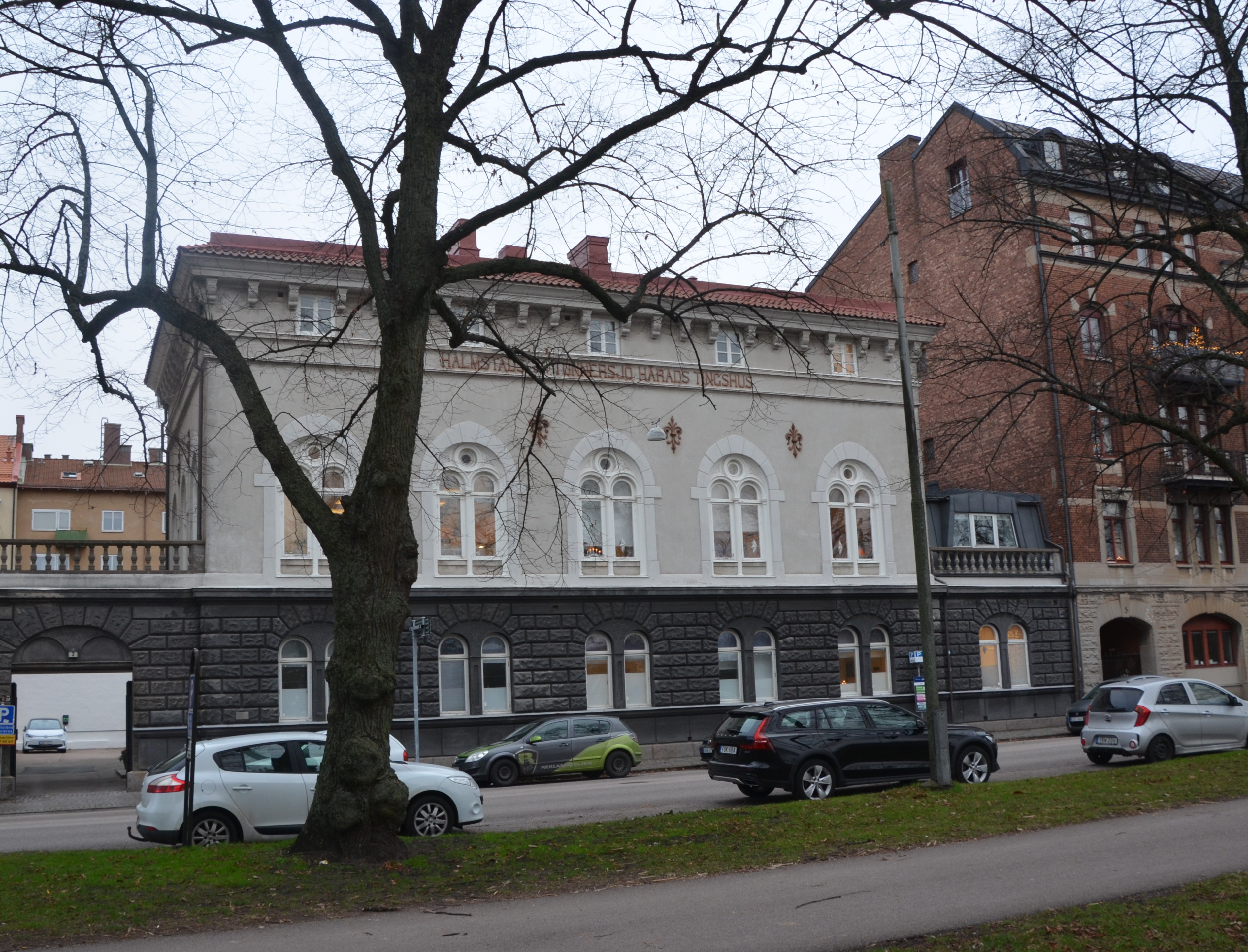
Halmstads och Tönnersjö häraders tingshus, Östra förstaden, Halmstad
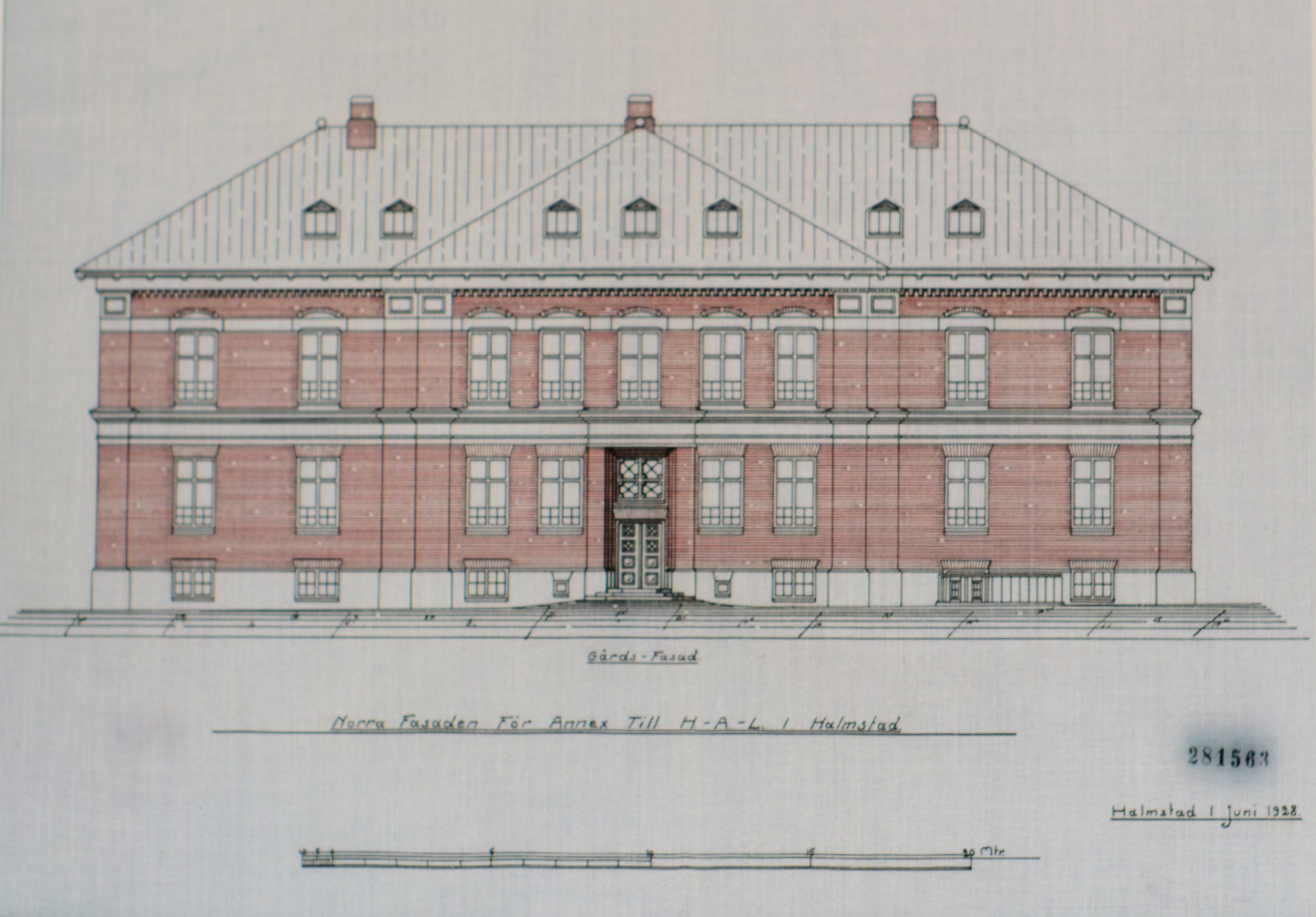
Örjansskolans gamla annex